# Spock’s Beard (album)
A Spock's Beard az amerikai progresszív rock-együttes, a Spock’s Beard kilencedik, 2006-os stúdióalbuma.

## Számok listája
1. On a Perfect Day 7:47
2. Skeletons at the Feast 6:33
3. Is This Love 2:51
4. All That's Left 4:45
5. With Your Kiss 11:46
6. Sometimes They Stay, Sometimes They Go 4:31
7. The Slow Crash Landing Man 5:47
8. Wherever You Stand 5:09
9. Hereafter 5:01
10. As Far as the Mind Can See, Part 1 – Dreaming in the Age of Answers 04:49
11. As Far as the Mind Can See, Part 2 – Here's a Man 03:28
12. As Far as the Mind Can See, Part 3 – They Know We Know 03:18
13. As Far as the Mind Can See, Part 4 – Stream of Unconsciousness 05:23
14. Rearranged 6:07

## Zenészek az albumon
- Nick D'Virgilio – ének, dob
- Alan Morse – gitár
- Ryo Okumoto – billentyűs hangszerek
- David Meros – basszusgitár